# Gerd Hansen (Pädagoge)
Gerd Hansen (* 1958 in Kall) ist ein deutscher Pädagoge, Didaktiker und Hochschullehrer.

## Leben
Er wurde 1989 an der Goethe-Universität promoviert und habilitierte sich 1994 an der Universität Mainz für das Fach Sonderpädagogik. Er lehrte von 2002 bis 2023 Didaktik in schulischen und vorschulischen Rehabilitationsfeldern am Department Heilpädagogik und Rehabilitation der Universität zu Köln.
Seine Schwerpunkte sind die Pädagogik und Rehabilitation für Menschen mit körperlicher und motorischer Beeinträchtigung, Fragestellungen der rehabilitativen Didaktik und ihrer Implementierung in allgemein didaktische Kontexte sowie Themen aus dem Bereich der Frühförderung und der Humanistischen Pädagogik.

## Schriften (Auswahl)
- Die Persönlichkeit des behinderten Kindes im Vergleich zur Persönlichkeit des nichtbehinderten Kindes. Eine empirische Untersuchung bei 9-14jährigen Sonder- und Regelschülern. Frankfurt am Main 1990, ISBN 3-631-42518-X.
- mit Diane Hansberg-Schröder: Analytische Gestalttherapie. Eine Einführung für Pädagogen, Sonder- und Heilpädagogen und Psychologen. Bad Heilbrunn 1990, ISBN 3-7815-0675-4.
- Die Persönlichkeitsentwicklung von Kindern in Erziehungsheimen. Ein empirischer Beitrag zur Sozialisation durch Institutionen der öffentlichen Erziehungshilfe. Weinheim 1994, ISBN 3-89271-505-X.
- Unterstützende Didaktik. Planung und Durchführung von Unterricht an Allgemeinen Schulen, Förderschulen und Inklusiven Schulen. Göttingen 2019, ISBN 3-7369-9957-7.